# Campanula lourica
Campanula lourica är en klockväxtart som beskrevs av Pierre Edmond Boissier. Campanula lourica ingår i släktet blåklockor, och familjen klockväxter.
Artens utbredningsområde är Iran. Inga underarter finns listade i Catalogue of Life.